# Парцела 142 на гробљу Мирогој
Парцела 142 на гробљу Мирогој је гробница где су покопана деца са Козаре 1942. године. Над самом гробницом осим споменика и мале плоче са натписом „Овдје је сахрањено неколико стотине дјеце са Козаре 1942” нема других обележја.
У периоду од 10. јуна до 15. јула 1942. године на простору Козаре, у западној Босни, одвијала се Битка за Козари, борба партизана и народа против усташких и немачких снага у току Другог светског рата у Југославији. Последице офанзиве је, по усташким и немачким документима,  заробљено 68.000 људи, док је Спомен парк Козара прикупио непотпуни списак од 33.398 побијених козарачких цивила. Међу заробљенима је извршена подела на три основне групе: за концентрационе логоре (Јасеновац, Стара Градишка и оне у Норвешкој), за присилан рад радно способни мушкарци у Немачкој и за расељавање-сви остали, највећи део становништва.
Само кроз дечји логор Јастребарско, у периоду од 12. јула 1942. до 26. августа 1942. године прошло је 3.336 деце, највише српске, од тога више од 2.000 са Козаре. Логор је био под управом часних сестара конгрегације св. Винка Паулског. За непуних месец и по дана у овом логору умрло је 768 деце.
Парцела 142 у време покопа била је ван граница Мирогоја и служила је за сахрану „иноверних”, тако да само у монографији мирогојског гробља постоји да је ту сахрањено између двеста и четиристо страдалих деце са Козаре и Поткозарја у лето 1942. године. Користећи архиву гробља, као и сведочења људи, Душко Томић је у књизи „Путевима смрти козарске дјеце”, унео списак имена 862 деце, чија је смрт заведена у установама по Загребу.